# Vkus
Vkus je představa o ideálu krásy, harmonie, dokonalosti a módnosti, která se jednak liší u různých lidí, společenství a národů, jednak se v průběhu dějin neustále vyvíjí a mění. Co této představě neodpovídá, označuje se jako nevkusné. Vkus je tedy především otázka individuálního posouzení; přesto byly v minulosti vypracovávány normativní „učebnice dobrého vkusu“ (např. v éře klasicismu) a i v současné době lze vysledovat cosi jako většinový vkus.